# Giorgi Gvelesiani
Giorgi Gvelesiani (Tiflis, 5 de mayo de 1991) es un futbolista georgiano que juega en la demarcación de centrocampista y que actualmente se encuentra sin equipo.

## Selección nacional
Tras jugar con las categorías inferiores de la selección, finalmente el 7 de junio de 2024 hizo su debut con la selección de Georgia en un partido amistoso contra Montenegro que finalizó con un resultado de 1-3 a favor del combinado georgiano tras los goles de Otar Kiteishvili, Georges Mikautadze y Budu Zivzivadze para Georgia, y de Stevan Jovetić para Montenegro.

### Participaciones en Eurocopas
| Copa          | Sede     | Resultado        | Partidos | Goles |
| ------------- | -------- | ---------------- | -------- | ----- |
| Eurocopa 2024 | Alemania | Octavos de final | 3        | 0     |

## Clubes
| Club                  | País    | Año       | Partidos | Goles |
| --------------------- | ------- | --------- | -------- | ----- |
| SK Dinamo Tiflis      | Georgia | 2010-2017 | 111      | 8     |
| SK Dinamo-2 Tiflis    | Georgia | 2012-2013 | 3        | 0     |
| Zob Ahan Esfahan FC   | Irán    | 2017-2018 | 29       | 1     |
| FC Nassaji Mazandaran | Irán    | 2018-2019 | 23       | 5     |
| Sepahan SC            | Irán    | 2019-2022 | 77       | 10    |
| Persepolis FC         | Irán    | 2022-2025 | 99       | 20    |